# ماموكا تسيريتيلي
ماموكا تسيريتيلي (ولد في 18 يناير 1979 في الاتحاد السوفيتي. - ) هو لاعب كرة قدم جورجي في مركز الدفاع.

## مشاركته الوطنية
شارك مع منتخب جورجيا تحت 21 سنة لكرة القدم ومنتخب جورجيا لكرة القدم.

## مشاركته مع الأندية
أما مع النوادي، فقد لعب مع ألانيا وليرس ونادي دينامو تبليسي ونادي سكونتو ونادي صبا قم ونادي فنتسبيلس ونيا سلاميس فاماغوستا.

## وصلات خارجية
- ماموكا تسيريتيلي على موقع قاعدة بيانات كرة القدم.إي يو (الإنجليزية)
- ماموكا تسيريتيلي على موقع ناشيونال فوتبول تيمز (الإنجليزية)